# Balaban (Adelsgeschlecht)

Wappen der Balaban

Balaban des Wappens Korczak (polnisch Bałaban h. Korczak, kyrillisch Балабани гербу Корчак) war im 16. und 17. Jahrhundert ein ruthenisches Adelsgeschlecht in Polen-Litauen.

## Geschichte

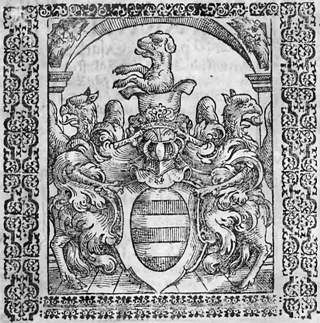
Gemeinschaftswappen Korczak, Darstellung 16. Jahrhundert

Die Familie kam ursprünglich möglicherweise aus Albanien und ließ sich im 15. Jahrhundert im Königreich Polen, zuerst in Wolhynien, dann in Podolien und dem Gebiet um Bracław nieder. Im 16. Jahrhundert stellten sie zwei Bischöfe in Lwów und erwarben Grundbesitz in Galizien. Im 17. Jahrhundert war Alexander Balaban Starost in Wolhynien und Dionysios Balaban der letzte Metropolit von Kiew vor dessen Anschluss an Russland.

## Angehörige
- Wasko Balaban, erwähnt 1464 für Stratyn in Galizien[3]
- Arsenios Balaban († 1569), orthodoxer Bischof von Lwów und Begründer des Adelsgeschlechts
- Gedeon Balaban († 1607), dessen Sohn, Bischof von Lwów
- Jesaja Balaban († 1620), Archimandrit des Klosters Uniejów und Igumen des Klosters Derman
- Adam Balaban (17. Jahrhundert), dessen Bruder, Eigentümer von Dorf und Kloster Uhornyky in Galizien
- Alexander Balaban († 1437), Cousin von Adam und Jesaja Balaban, Starost in Winnicja und Terebowlja
- Dionysios Balaban († 1667), orthodoxer Metropolit von Kiew